# پاگوایت (نیومکزیکو)
پاگوایت (به انگلیسی: Paguate) یک منطقهٔ مسکونی در ایالات متحده آمریکا است که در شهرستان سیبولا، نیومکزیکو واقع شده‌است. پاگوایت ۱۹٫۱۹ کیلومتر مربع مساحت و ۴۲۱ نفر جمعیت دارد و ۱٬۸۷۴ متر بالاتر از سطح دریا واقع شده‌است.